# Biasieda
Biasieda (biał. Бяседа; ros. Беседа, Biesieda) – wieś na Białorusi, w obwodzie witebskim, w rejonie dokszyckim, w sielsowiecie Berezyna. W 2009 roku liczyła 12 mieszkańców.